# Torwand

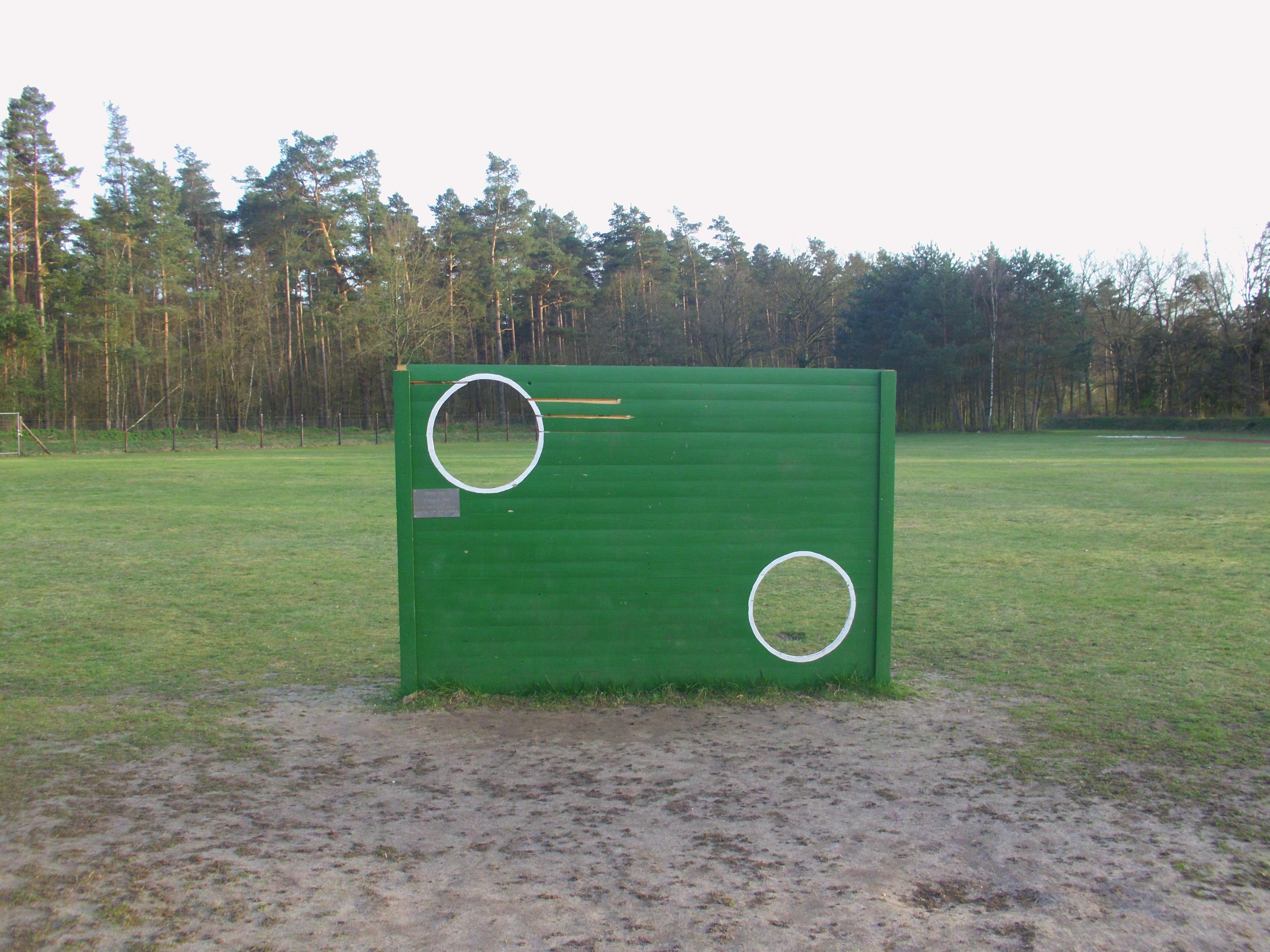
Eine Torwand

Eine Torwand ist eine Vorrichtung für eine bestimmte Geschicklichkeitsübung beim Fußballtraining.
Eine senkrechte Wand besitzt in zwei Ecken je ein Loch (eins rechts unten, das andere links oben), durch das der Ball geschossen werden soll.

## Sportstudio
Bekannt ist die Torwand aus der 1963 erstmals ausgestrahlten Fernsehsendung „das aktuelle sportstudio“. Hier weisen die Löcher einen Durchmesser von 55 Zentimetern auf und es wird aus sieben Metern Entfernung geschossen, wobei je drei Schüsse auf die beiden Löcher (anfangs noch links unten und rechts oben) abgegeben werden. Bisher ist es noch keinem Schützen gelungen, sechsmal zu treffen. Am 18. Mai 1974 erzielte Günter Netzer erstmals fünf Treffer. Ihm folgten mit ebenfalls fünf Treffern Rudi Völler, Günter Hermann, Reinhard Saftig, Matthias Becker, Rolf Fringer, Frank Pagelsdorf, Frank Rost und Inka Grings. Am 1. April 1967 erlaubten sich das ZDF und Lothar Ulsaß einen Scherz mit den Zuschauern. Man zeigte sechs Treffer, die allerdings vor der Sendung aufgezeichnet waren.
Der ZDF-Torwand ähnliche Torwände sind außerhalb des „aktuellen sportstudios“ schon vor 1964 zum Einsatz gekommen, u. a. 1960 beim Westdeutschen Sportpressefest durch den Halleningenieur und technischen Betriebsleiter Heinrich Klein. Beim Training des 1. FC Kaiserslautern wurde ein Vorläufer der heutigen Torwand zum ersten Mal im deutschen Fernsehen gezeigt. Der von Rudi Michel moderierte Fußballlehrfilm Das vernagelte Tor zeigte im Mai 1957 eine in acht Felder aufgeteilte Wand, die an einem Torgehäuse fest angebracht war.